# Бабуханян, Айк Борисович
Айк Борисович Бабуханян (арм. Հայկ Բորիսի Բաբուխանյան, род. 22 октября 1964, Ереван) — армянский политический деятель, редактор, журналист, инженер, педагог.

## Биография
- 1981—1986 — Ереванский политехнический институт. Инженер-системотехник.
- 1986—1988 — аспирантура Ереванского политехнического института по компьютерной оптимизации экономических систем. Автор более 15 научных работ и более 300 публикаций в прессе Армении, США, Германии и ряда других стран.
- 1986—1993 — преподаватель на факультете вычислительной техники Ереванского политехнического института.
- 1990—1995 — являлся депутатом Ереванского горсовета.
- 1992—1993 — главный редактор газеты «Анрапетакан», а в 1993—1999 — был главным редактором газеты «Иравунк».
- С 1988 — член правления союза «Конституционное право» Армении, а с 1993 – заместитель председателя. Был членом парламентской комиссии по разработке декларации о независимости Армении (1990).
- 1999—2003 — был депутатом парламента. Член постоянной комиссии по государственно-правовым вопросам.
- С 1999 — национальный эксперт ООН, заместитель председателя комиссии по культуре, информации, туризму и спорту МПА СНГ (с 2002). Академик МАНПО (2003).
- 6 мая 2012 — избран депутатом Национального Собрания по пропорциональной избирательной системе от Республиканской партии Армении.

## Награды
- 2003 год — Памятная медаль Межпарламентской Ассамблеи СНГ
- 2004 год — орден «Белый Крест»
- 2009 год — орден «Знак Почёта»
- 2011 год — медаль Отто фон Бисмарка, Европейской академии естественных наук.
- 2014 год — Медаль Мовсеса Хоренаци (25 октября 2014 года) — за большой личный вклад в становление газеты[1].
- 2015 год — Почётный знак «За заслуги в развитии печати и информации» (16 апреля 2015 года, Межпарламентская ассамблея СНГ) — за значительный вклад в формирование и развитие общего информационного пространства государств — участников Содружества Независимых Государств, реализацию идей сотрудничества в сфере печати и информации[2].
- 2016 год—орден "Честь и мужество".
- 2016 год — Медаль «За укрепление парламентского сотрудничества» (24 ноября 2016 года, Межпарламентская ассамблея СНГ) — за особый вклад в развитие парламентаризма, укрепление демократии, обеспечение прав и свобод граждан в государствах — участниках Содружества Независимых Государств[3].
- 2017 год — Медаль «МПА СНГ. 25 лет» (27 марта 2017 года, Межпарламентская ассамблея СНГ) — за заслуги в деле развития и укрепления парламентаризма, за вклад в развитие и совершенствование правовых основ функционирования Содружества Независимых Государств, укрепление международных связей и межпарламентского сотрудничества[4].
- 2024 год — Орден Дружбы (Россия)[5].